# المسيرة الوطنية إلى واشنطن: الحرية لفلسطين
المسيرة الوطنية إلى واشنطن: فلسطين الحرة هي مظاهرة جرت بتاريخ 4 نوفمبر 2023 في ناشونال مول في واشنطن العاصمة. وقد أقيم هذا الحدث بالتزامن مع احتجاجات مماثلة في جميع أنحاء الولايات المتحدة وعلى المستوى الدولي.
تعد من أكبر المسيرات في التي جرت في واشنطن، وكان من بين الذين دعو للمسيرة التحالف الإسلامي الأمريكي، والطلاب الوطنيون من أجل العدالة في فلسطين، وائتلاف حق العودة لفلسطين، وحركة الشباب الفلسطيني، وتحالف الإجابة لوقف الحرب وإنهاء العنصرية، وقد تمت المصادقة على هذا الحدث من قبل أكثر من 450 منظمة، بما في ذلك اللجنة الأمريكية العربية لمناهضة التمييز، ومجلس العلاقات الأمريكية الإسلامية، والمجلس الأمريكي الفلسطيني، والاشتراكيين الديمقراطيين الأمريكيين، والصوت اليهودي من أجل السلام، وغيرها. وكان من بين المتحدثين محمد الكرد ونورا عريقات.
شارك في المسيرة ما بين 100.000 إلى 300.000 شخص، مما يمثل أكبر احتجاج تضامني مع فلسطين في تاريخ الولايات المتحدة. ودعت المسيرة إلى وقف إطلاق النار في غزة، ووصف العديد من المتظاهرين مقتل الفلسطينيين بأنه "إبادة جماعية".